# Ålems församling
Ålems församling är en församling i Stranda-Möre kontrakt i Växjö stift och Mönsterås kommun. Församlingen utgör ett eget pastorat.
Församlingskyrka är Ålems kyrka.

## Administrativ historik
Församlingen har medeltida ursprung och tillhörde under äldsta tiden Linköpings biskopsdöme. Under perioden 1603–1915 tillhörde den Kalmar stift och därefter Växjö stift
Församlingen har under hela sin tillvaro utgjort ett eget pastorat.

## Series pastorum
| Ämbetstid              | Namn                                  | Levnadstid             |
| 1571–1611              | Petrus Magni                          | d. före 1613           |
| 1612–1652              | Jonas Simonis                         | omkr. 1573–1652        |
| 1653–1680              | Georg Brunnerus                       | d. 1680                |
| 1680–1696              | Georg Brunnerus                       | 1655–1696              |
| 1697–1729              | Daniel Brauner                        | 1662–1729              |
| 1730–1783              | Anders (Andreas) Danielsson Swebilius | 1694–1783              |
| 1784–1823              | Johan Fredrik Bruhn                   | 1746–1823              |
| 1825–1849              | Lars Bersén                           | 1771–1849              |
| 1852–1861              | Johan Wittbom                         | 1793–1861              |
| 1863–1879              | Johan Rydén                           | 1814–1879              |
| 1883–1901              | Theodor Emanuel Ringberg              | 1831–1901              |
| 1902–1921              | Karl August Karlson                   | 1847–1921              |
| 1923–1942              | Sven August Richard Norlén            | 1873–1942              |
| 1943–(åtminstone 1947) | Josef Bertil Lind                     | 1902–(åtminstone 1947) |

## Organister och klockare
| Ämbetstid | Namn                    | Levnadstid | Övrigt                |
| --------- | ----------------------- | ---------- | --------------------- |
| 1710      | Hans Nilsson            |            | Klockare              |
| 1710-1739 | Johan Lindström         |            | Organist              |
| 1727-1740 | Anders Olsson           |            | Klockare              |
| 1751-1762 | Adam Lindgren           |            | Organist              |
|           | Nils Olofsson           |            | Klockare              |
| 1771-1787 | Nils Rybäck             | 1744-1787  | Organist              |
| 1788-1810 | Johan Rudegren          | 1764-1810  | Organist och klockare |
| 1811-1847 | Johan Fredrich Kyhlberg | 1777-      | Organist och klockare |